# Llista de monuments de Cardedeu
Llista de monuments de Cardedeu inclosos en l'Inventari del Patrimoni Arquitectònic de Catalunya per al municipi de Cardedeu (Vallès Oriental) s'hi diferencien els inscrits com a béns culturals d'interès local (BCIL) de caràcter arquitectònic.
| Monument                                                                             | Protecció | Estil/època                                              | Localització                                                                            | Coordenades                                          | Codi?     | Imatge |
| ------------------------------------------------------------------------------------ | --------- | -------------------------------------------------------- | --------------------------------------------------------------------------------------- | ---------------------------------------------------- | --------- | --- |
| Casa Penina                                                                          |           | Moviment modern XX Mitjan                                | Cardedeu C. Adolf Agustí, 46                                                            | 41° 38′ 36″ N, 2° 21′ 41″ E / 41.64329°N,2.3615°E    | IPA-28540 | Casa Penina (Cardedeu) · Vegeu més fotos d'aquest monument · Carregueu una nova foto d'aquest monument                                        |
| Font de la Plaça de Joan Amat                                                        | BCIL 2001 | Noucentisme XX Inici                                     | Cardedeu Pl. Amat                                                                       | 41° 38′ 12″ N, 2° 21′ 44″ E / 41.63655°N,2.3622°E    | IPA-28541 | Font de la plaça Amat (Cardedeu) · Vegeu més fotos d'aquest monument · Carregueu una nova foto d'aquest monument                              |
| Can Puig de la Casa Nova, Can Viure                                                  |           | Obra popular XIX                                         | Cardedeu Av. Àngel Guimerà, 94                                                          | 41° 38′ 23″ N, 2° 21′ 35″ E / 41.63967°N,2.3598°E    | IPA-28542 | Can Puig de la Casa Nova (Cardedeu) · Vegeu més fotos d'aquest monument · Carregueu una nova foto d'aquest monument                           |
| Torre d'Agustí 217, Torre a l'avinguda d'Àngel Guimerà, 217                          |           | Noucentisme XX Mitjan                                    | Cardedeu Av. Àngel Guimerà, 217 - E. Corbella                                           | 41° 38′ 33″ N, 2° 21′ 33″ E / 41.64257°N,2.35917°E   | IPA-28543 | Torre a l'avinguda d'Àngel Guimerà, 217 (Cardedeu) · Vegeu més fotos d'aquest monument · Carregueu una nova foto d'aquest monument            |
| Convent de les Monges, Mas Pla, Casa Nova, Casa Klein, Residència Companyia de Maria |           | Barroc XVIII                                             | Cardedeu Av. Àngel Guimerà, 52 - c. Klein - c. Goya                                     | 41° 38′ 20″ N, 2° 21′ 35″ E / 41.63875°N,2.35968°E   | IPA-28544 | Casa Klein (Cardedeu) · Vegeu més fotos d'aquest monument · Carregueu una nova foto d'aquest monument                                         |
| Fàbrica Borràs                                                                       | BCIL 2001 | Noucentisme XX Inici                                     | Cardedeu Av. Àngel Guimerà, 126 - c. Balmes - c. Dolors Granés                          | 41° 38′ 25″ N, 2° 21′ 35″ E / 41.64023°N,2.35982°E   | IPA-28545 | Fàbrica Borràs (Cardedeu) · Vegeu més fotos d'aquest monument · Carregueu una nova foto d'aquest monument                                     |
| Casa a l'avinguda Àngel Guimerà, 215, L'Antic Celler                                 |           | Monumentalisme academicista XX Mitjan                    | Cardedeu Av. Àngel Guimerà, 215 - E. Corbella                                           | 41° 38′ 32″ N, 2° 21′ 32″ E / 41.64218°N,2.35887°E   | IPA-28546 | Casa a l'avinguda Àngel Guimerà, 215 (Cardedeu) · Vegeu més fotos d'aquest monument · Carregueu una nova foto d'aquest monument               |
| Torre d'Agustí 230, Torre a l'avinguda Àngel Guimerà, 230                            |           | Noucentisme XX Mitjan                                    | Cardedeu Av. Àngel Guimerà, 230                                                         | 41° 38′ 36″ N, 2° 21′ 35″ E / 41.64331°N,2.35968°E   | IPA-28547 | Torre a l'avinguda Àngel Guimerà, 230 (Cardedeu) · Vegeu més fotos d'aquest monument · Carregueu una nova foto d'aquest monument              |
| Torre d'Agustí 232, Casa a l'avinguda Àngel Guimerà, 232                             |           | Noucentisme (Joaquim Raspall) XX Mitjan                  | Cardedeu Av. Àngel Guimerà, 232                                                         | 41° 38′ 36″ N, 2° 21′ 35″ E / 41.64347°N,2.35965°E   | IPA-28548 | Casa a l'avinguda Àngel Guimerà, 232 (Cardedeu) · Vegeu més fotos d'aquest monument · Carregueu una nova foto d'aquest monument               |
| Addició de cases                                                                     |           | Noucentisme XX Mitjan                                    | Cardedeu Av. Rei en Jaume - ctra. de Dosrius                                            | 41° 38′ 13″ N, 2° 21′ 34″ E / 41.63697°N,2.35953°E   | IPA-28549 | Addició de cases (Cardedeu) · Vegeu més fotos d'aquest monument · Carregueu una nova foto d'aquest monument                                   |
| Casa Reynés, Casa Raimundo Reynés                                                    | BCIL 2001 | Neoclassicisme XIX Final                                 | Cardedeu Av. Rei en Jaume, 4 - av. Ferrocarril                                          | 41° 38′ 12″ N, 2° 21′ 24″ E / 41.63668°N,2.35679°E   | IPA-28550 | Casa Reynés (Cardedeu) · Vegeu més fotos d'aquest monument · Carregueu una nova foto d'aquest monument                                        |
| Casa Alsina, Casa Joan Alsina Masip o Can Muntany                                    |           | Eclecticisme XX Inici                                    | Cardedeu Av. Rei en Jaume, 14                                                           | 41° 38′ 12″ N, 2° 21′ 26″ E / 41.63675°N,2.35714°E   | IPA-28551 | Casa Alsina (Cardedeu) · Vegeu més fotos d'aquest monument · Carregueu una nova foto d'aquest monument                                        |
| Casa a la carretera de Caldes, 15                                                    |           | Modernisme XX Inici                                      | Cardedeu Av. Rei en Jaume, 15 (enderrocada)                                             | 41° 38′ 12″ N, 2° 21′ 13″ E / 41.636789°N,2.353575°E | IPA-28552 | Carregueu una nova foto d'aquest monument |
| Casa Alsina Gesa, Casa Muntany-Alsina                                                |           | Noucentisme Atribuït a Manuel Joaquim Raspall XX Mitjan  | Cardedeu Av. Rei en Jaume, 18 - av. Ferrocarril                                         | 41° 38′ 12″ N, 2° 21′ 26″ E / 41.6368°N,2.35731°E    | IPA-28553 | Casa Alsina Gesa (Cardedeu) · Vegeu més fotos d'aquest monument · Carregueu una nova foto d'aquest monument                                   |
| Casa Alfred Santamaria                                                               | BCIL 2001 | Eclecticisme Manuel Joaquim Raspall XX Inici             | Cardedeu Av. Rei en Jaume, 31 - c. Marià Borrell - c. Jacint Verdaguer                  | 41° 38′ 12″ N, 2° 21′ 16″ E / 41.6368°N,2.35432°E    | IPA-28554 | Casa Alfred Santamaria (Cardedeu) · Vegeu més fotos d'aquest monument · Carregueu una nova foto d'aquest monument                             |
| Can Suari de la Coma                                                                 | BCIL 2001 | Eclecticisme XIX Final                                   | Cardedeu Av. Rei en Jaume, 36                                                           | 41° 38′ 13″ N, 2° 21′ 29″ E / 41.63682°N,2.35795°E   | IPA-28555 | Can Suari de la Coma (Cardedeu) · Vegeu més fotos d'aquest monument · Carregueu una nova foto d'aquest monument                               |
| Casa Pere Llibre, Torre Pons                                                         | BCIL 2001 | Eclecticisme XIX Final                                   | Cardedeu Av. Rei en Jaume, 41 - c. Dr. Robert - pg. Pau Gesa - c. Jacint Verdaguer      | 41° 38′ 14″ N, 2° 21′ 17″ E / 41.63712°N,2.35475°E   | IPA-28556 | Casa Pere Llibre (Cardedeu) · Vegeu més fotos d'aquest monument · Carregueu una nova foto d'aquest monument                                   |
| Casal del Jubilat, Torre Granés Espinach                                             | BCIL 2001 | Eclecticisme XIX Final                                   | Cardedeu Av. Rei en Jaume, 57 - c. Dr. Draper - pg. Pau Gesa - c. Dr. Robert            | 41° 38′ 14″ N, 2° 21′ 19″ E / 41.63719°N,2.3553°E    | IPA-28557 | Casal del Jubilat (Cardedeu) · Vegeu més fotos d'aquest monument · Carregueu una nova foto d'aquest monument                                  |
| Cases Joan Amat, Torre Amat                                                          | BCIL 2001 | Eclecticisme XIX Final                                   | Cardedeu Av. Rei en Jaume, 75-77 - pg. Pau Gesa                                         | 41° 38′ 13″ N, 2° 21′ 23″ E / 41.63697°N,2.35637°E   | IPA-28558 | Cases Joan Amat (Cardedeu) · Vegeu més fotos d'aquest monument · Carregueu una nova foto d'aquest monument                                    |
| Vil·la Paquita                                                                       | BCIL 2001 | Noucentisme XX Inici                                     | Cardedeu Av. Rei en Jaume, 114 - Gran Via Tomàs Balvey                                  | 41° 38′ 13″ N, 2° 21′ 39″ E / 41.63696°N,2.36094°E   | IPA-28559 | Vil·la Paquita (Cardedeu) · Vegeu més fotos d'aquest monument · Carregueu una nova foto d'aquest monument                                     |
| Torre Amat o Torre Joan Amat                                                         | BCIL 2001 | Noucentisme 1914                                         | Cardedeu Av. Rei en Jaume, 140 - c. Verge del Pilar - pl. Amat - c. Verge de la Mercè   | 41° 38′ 13″ N, 2° 21′ 44″ E / 41.63699°N,2.36217°E   | IPA-28561 | Torre Amat (Cardedeu) · Vegeu més fotos d'aquest monument · Carregueu una nova foto d'aquest monument                                         |
| Casa a la carretera de Caldes 189-191, Casa Baldé                                    |           | Eclecticisme XX                                          | Cardedeu Av. Rei en Jaume, 189-191                                                      | 41° 38′ 14″ N, 2° 21′ 37″ E / 41.63725°N,2.36038°E   | IPA-28563 | Casa Baldé (Cardedeu) · Vegeu més fotos d'aquest monument · Carregueu una nova foto d'aquest monument                                         |
| Casa Gual, Torre Montserrat, Casa Àngela Gual Canudes                                | BCIL 2001 | Modernisme Eduard Maria Balcells XX Inici                | Cardedeu Av. Rei en Jaume, 193 - c. Esteve Barangé - c. Llinars                         | 41° 38′ 15″ N, 2° 21′ 39″ E / 41.63741°N,2.36071°E   | IPA-28564 | Casa Gual - Torre Montserrat (Cardedeu) · Vegeu més fotos d'aquest monument · Carregueu una nova foto d'aquest monument                       |
| Casa a la carretera de Caldes, 233, Casa Ramon Llivina                               |           | Noucentisme Joaquim Raspall 1927                         | Cardedeu Av. Rei en Jaume, 233                                                          | 41° 38′ 15″ N, 2° 21′ 43″ E / 41.63745°N,2.36208°E   | IPA-28565 | Casa Ramon Llivina (Cardedeu) · Vegeu més fotos d'aquest monument · Carregueu una nova foto d'aquest monument                                 |
| Casa Campmajor                                                                       | BCIL 2001 | Noucentisme XX Inici                                     | Cardedeu Av. Rei en Jaume, 271 - torrent Llibre - ctra. de Llinars                      | 41° 38′ 15″ N, 2° 21′ 50″ E / 41.63752°N,2.36376°E   | IPA-28566 | Casa Campmajor (Cardedeu) · Vegeu més fotos d'aquest monument · Carregueu una nova foto d'aquest monument                                     |
| Antic Casino, Gran Casino                                                            | BCIL 2001 | Noucentisme XX Inici                                     | Cardedeu Av. Rei en Jaume, 315 - c. Joaquim Blume - c. Llinars                          | 41° 38′ 16″ N, 2° 21′ 55″ E / 41.63782°N,2.36533°E   | IPA-28567 | Antic Casino (Cardedeu) · Vegeu més fotos d'aquest monument · Carregueu una nova foto d'aquest monument                                       |
| Molí Diumer                                                                          |           | Obra popular                                             | Cardedeu Ctra. de Cànoves, 106                                                          | 41° 38′ 35″ N, 2° 21′ 22″ E / 41.64295°N,2.35614°E   | IPA-28569 | El Molí Diumer (Cardedeu) · Vegeu més fotos d'aquest monument · Carregueu una nova foto d'aquest monument                                     |
| Can Diumer, Manso Diumer                                                             | BCIL 2001 | Neoclassicisme XIX Mitjan                                | Cardedeu Av. Eduard Corbella, 1 - ctra. de Cànoves - c. Figueres                        | 41° 38′ 33″ N, 2° 21′ 22″ E / 41.64256°N,2.35618°E   | IPA-28570 | Can Diumer (Cardedeu) · Vegeu més fotos d'aquest monument · Carregueu una nova foto d'aquest monument                                         |
| Casa Borràs o Casa Amadeo Borràs Font                                                | BCIL 2001 | Noucentisme Joaquim Raspall 1915                         | Cardedeu Crta. de Cànoves, 22 - c. Lluís Llibre - c. Cervantes                          | 41° 38′ 22″ N, 2° 21′ 22″ E / 41.63935°N,2.35611°E   | IPA-28571 | Casa Borràs (Cardedeu) · Vegeu més fotos d'aquest monument · Carregueu una nova foto d'aquest monument                                        |
| Casa Balvey                                                                          | BCIL 2001 | Noucentisme Joaquim Raspall XX Inici                     | Cardedeu Ctra. de Cànoves, 9 - c. Lluís Llibre                                          | 41° 38′ 22″ N, 2° 21′ 21″ E / 41.63935°N,2.35575°E   | IPA-28572 | Casa Balvey (Cardedeu) · Vegeu més fotos d'aquest monument · Carregueu una nova foto d'aquest monument                                        |
| Casa Assumpció Tey, Torre Ferran, Casa Mirapeix                                      |           | Noucentisme XX                                           | Cardedeu Ctra. de Cànoves, 21                                                           | 41° 38′ 25″ N, 2° 21′ 20″ E / 41.64022°N,2.35558°E   | IPA-28573 | Torre Ferran (Cardedeu) · Vegeu més fotos d'aquest monument · Carregueu una nova foto d'aquest monument                                       |
| Casa Bas                                                                             | BCIL 2001 | Noucentisme Joaquim Raspall XX Inici                     | Cardedeu Ctra. de Cànoves, 72 - c. Sant Josep Oriol                                     | 41° 38′ 30″ N, 2° 21′ 22″ E / 41.641528°N,2.355989°E | IPA-28574 | Casa Bas (Cardedeu) · Vegeu més fotos d'aquest monument · Carregueu una nova foto d'aquest monument                                           |
| Casa Ricós, Casa Ricós Roig                                                          | BCIL 2001 | Noucentisme Joaquim Raspall XX Inici                     | Cardedeu Ctra. de Cànoves, 82                                                           | 41° 38′ 31″ N, 2° 21′ 22″ E / 41.64191°N,2.35609°E   | IPA-28575 | Casa Ricós (Cardedeu) · Vegeu més fotos d'aquest monument · Carregueu una nova foto d'aquest monument                                         |
| Casa Ricós Roig                                                                      |           | Eclecticisme                                             | Cardedeu Av. Rei en Jaume, 157                                                          | 41° 38′ 14″ N, 2° 21′ 33″ E / 41.63716°N,2.35908°E   | IPA-28576 | Casa Ricós Roig (Cardedeu) · Vegeu més fotos d'aquest monument · Carregueu una nova foto d'aquest monument                                    |
| Plaça Clavé                                                                          |           | Obra popular                                             | Cardedeu Pl. Clavé                                                                      | 41° 38′ 17″ N, 2° 21′ 22″ E / 41.63807°N,2.35603°E   | IPA-28577 | Plaça Clavé (Cardedeu) · Vegeu més fotos d'aquest monument · Carregueu una nova foto d'aquest monument                                        |
| Fleca vella, Can Puig, Can Nissos                                                    | BCIL 2001 | Obra popular, gòtic tardà XVI                            | Cardedeu Pl. Anselm Clavé, 11 - c. Teresa Oller                                         | 41° 38′ 18″ N, 2° 21′ 22″ E / 41.63823°N,2.35618°E   | IPA-28578 | Fleca vella (Cardedeu) · Vegeu més fotos d'aquest monument · Carregueu una nova foto d'aquest monument                                        |
| Creu de terme                                                                        |           | Barroc XVII                                              | Cardedeu Plaça de la creu                                                               | 41° 38′ 11″ N, 2° 20′ 57″ E / 41.63639°N,2.34913°E   | IPA-28579 | Creu de terme (Cardedeu) · Vegeu més fotos d'aquest monument · Carregueu una nova foto d'aquest monument                                      |
| Casal Daurella                                                                       | BCIL 2001 | Neoclassicisme XIX                                       | Cardedeu C. Dr. Daurella - c. Dr. Robert- pg. Pau Gesa                                  | 41° 38′ 16″ N, 2° 21′ 17″ E / 41.6379°N,2.35485°E    | IPA-28580 | Casal Daurella (Cardedeu) · Vegeu més fotos d'aquest monument · Carregueu una nova foto d'aquest monument                                     |
| Casa Padrós                                                                          | BCIL 2001 | Eclecticisme XX Inici                                    | Cardedeu C. Dr. Daurella, 7 - pg. Pau Gesa                                              | 41° 38′ 16″ N, 2° 21′ 16″ E / 41.63783°N,2.35456°E   | IPA-28581 | Casa Padrós (Cardedeu) · Vegeu més fotos d'aquest monument · Carregueu una nova foto d'aquest monument                                        |
| Can Viñals                                                                           | BCIL 2001 | Noucentisme XX Mitjan                                    | Cardedeu C. Dr. Daurella, 9 - pg. Pau Gesa                                              | 41° 38′ 16″ N, 2° 21′ 16″ E / 41.63782°N,2.3545°E    | IPA-28582 | Can Viñals (Cardedeu) · Vegeu més fotos d'aquest monument · Carregueu una nova foto d'aquest monument                                         |
| Casa Ferrandiz                                                                       | BCIL 2001 | Eclecticisme XIX Final                                   | Cardedeu C. Dr. Daurella, 11 - c. Jacint Verdaguer - pg. Pau Gesa                       | 41° 38′ 16″ N, 2° 21′ 16″ E / 41.6378°N,2.35442°E    | IPA-28583 | Casa Ferrandiz (Cardedeu) · Vegeu més fotos d'aquest monument · Carregueu una nova foto d'aquest monument                                     |
| Casa Morgades, Casa Dr. Klein                                                        |           | Obra popular Joaquim Raspall                             | Cardedeu C. Dr. Klein, 9                                                                | 41° 38′ 20″ N, 2° 21′ 23″ E / 41.63892°N,2.35632°E   | IPA-28584 | Casa Dr. Klein (Cardedeu) · Vegeu més fotos d'aquest monument · Carregueu una nova foto d'aquest monument                                     |
| Casa al carrer Eduard Corbella - Diagonal Estaller, Casa Albert Bonamusa             |           | Noucentisme (Joaquim Raspall) XX Mitjan                  | Cardedeu C. Eduard Corbella, 2 - Diagonal Estaller, 66                                  | 41° 38′ 32″ N, 2° 21′ 23″ E / 41.64231°N,2.35645°E   | IPA-28585 | Casa al carrer Eduard Corbella - Diagonal Estaller (Cardedeu) · Vegeu més fotos d'aquest monument · Carregueu una nova foto d'aquest monument |
| Capella de Sant Corneli i Sant Cebrià                                                | BCIL 2001 | Obra popular XI                                          | Cardedeu Pl. de Sant Corneli                                                            | 41° 38′ 19″ N, 2° 21′ 24″ E / 41.63854°N,2.35653°E   | IPA-28586 | Capella de Sant Corneli i Sant Cebrià (Cardedeu) · Vegeu més fotos d'aquest monument · Carregueu una nova foto d'aquest monument              |
| Casa al carrer Girona - Nostra Senyora del Pilar                                     |           | Noucentisme XX Inici                                     | Cardedeu C. Girona - Nostra Senyora del Pilar (enderrocada)                             | 41° 38′ 11″ N, 2° 21′ 42″ E / 41.63626°N,2.36174°E   | IPA-28587 | Carregueu una nova foto d'aquest monument |
| Casa al carrer Girona, 36-38                                                         |           | Noucentisme XX Inici                                     | Cardedeu C. Girona, 36-38                                                               | 41° 38′ 10″ N, 2° 21′ 42″ E / 41.63624°N,2.36163°E   | IPA-28588 | Casa al carrer Girona, 36-38 (Cardedeu) · Vegeu més fotos d'aquest monument · Carregueu una nova foto d'aquest monument                       |
| Granja Viader                                                                        | BCIL 2001 | Noucentisme Joaquim Raspall XX Inici                     | Cardedeu Granja Viader                                                                  | 41° 38′ 06″ N, 2° 21′ 13″ E / 41.63509°N,2.35356°E   | IPA-28589 | Granja Viader (Cardedeu) · Vegeu més fotos d'aquest monument · Carregueu una nova foto d'aquest monument                                      |
| Alqueria Cloèlia                                                                     | BCIL 2001 | Modernisme, eclecticisme Manuel Joaquim Raspall XX Inici | Cardedeu Gran Via Tomàs Balvey, 40 - c. Verge del Pilar - c. Girona - c. Esteve Barangé | 41° 38′ 12″ N, 2° 21′ 41″ E / 41.63658°N,2.36136°E   | IPA-28590 | Alqueria Cloèlia (Cardedeu) · Vegeu més fotos d'aquest monument · Carregueu una nova foto d'aquest monument                                   |
| Can Serra                                                                            | BCIL 2001 | Barroc XVIII                                             | Cardedeu Pl. Ramon Macip - c. Esteve Barangé - crta. de Dosrius                         | 41° 38′ 12″ N, 2° 21′ 37″ E / 41.63679°N,2.36034°E   | IPA-28591 | Can Serra (Cardedeu) · Vegeu més fotos d'aquest monument · Carregueu una nova foto d'aquest monument                                          |
| Casa a la Gran Via Tomàs Balvey, 2                                                   |           | Eclecticisme                                             | Cardedeu Gran Via Tomàs Balbey, 2 (enderrocada)                                         | 41° 38′ 11″ N, 2° 21′ 31″ E / 41.63638°N,2.35868°E   | IPA-28592 | Carregueu una nova foto d'aquest monument |
| Can Batlle-Torrent                                                                   | BCIL 2001 | Obra popular XVIII                                       | Cardedeu Gran Via Tomàs Balvey, 29 - crta. de Dosrius                                   | 41° 38′ 12″ N, 2° 21′ 34″ E / 41.63666°N,2.35943°E   | IPA-28593 | Can Batlle-Torrent (Cardedeu) · Vegeu més fotos d'aquest monument · Carregueu una nova foto d'aquest monument                                 |
| Capella del Sant Crist                                                               |           | Obra popular XVII                                        | Cardedeu C. Hospital, 5                                                                 | 41° 38′ 18″ N, 2° 21′ 27″ E / 41.63835°N,2.35753°E   | IPA-28594 | Capella del Sant Crist (Cardedeu) · Vegeu més fotos d'aquest monument · Carregueu una nova foto d'aquest monument                             |
| Conjunt de cases del segle XVIII                                                     |           | Barroc XVIII                                             | Cardedeu C. Hospital, 6-12                                                              | 41° 38′ 18″ N, 2° 21′ 27″ E / 41.63823°N,2.35753°E   | IPA-28595 | Conjunt de cases del segle xviii (Cardedeu) · Vegeu més fotos d'aquest monument · Carregueu una nova foto d'aquest monument                   |
| Casa Masó, Casa Subirana                                                             | BCIL 2001 | Noucentisme Manuel Joaquim Raspall XX                    | Cardedeu C. Hospital, 22 - c. Pere Mercader                                             | 41° 38′ 17″ N, 2° 21′ 29″ E / 41.63802°N,2.35808°E   | IPA-28596 | Casa Subirana (Cardedeu) · Vegeu més fotos d'aquest monument · Carregueu una nova foto d'aquest monument                                      |
| Casa Rovellat, Casa Masó, Casa Golferichs                                            | BCIL 2001 | Modernisme Manuel Joaquim Raspall XX Inici               | Cardedeu C. Hospital, 26 - c. Pere Mercader                                             | 41° 38′ 17″ N, 2° 21′ 30″ E / 41.63798°N,2.35823°E   | IPA-28597 | Casa Rovellat (Cardedeu) · Vegeu més fotos d'aquest monument · Carregueu una nova foto d'aquest monument                                      |
| Casa Cortès, Vil·la Narcisa                                                          | BCIL 2001 | Noucentisme 1917                                         | Cardedeu Av. Rei en Jaume, 160 - c. Joaquim Blume - Gran Via Tomàs Balvey               | 41° 38′ 14″ N, 2° 21′ 51″ E / 41.63711°N,2.36421°E   | IPA-28598 | Casa Cortès (Cardedeu) · Vegeu més fotos d'aquest monument · Carregueu una nova foto d'aquest monument                                        |
| Rectoria                                                                             | BCIL 2001 | Historicisme XV                                          | Cardedeu C. Lluís Llibre, 25 - crta. de Cànoves                                         | 41° 38′ 23″ N, 2° 21′ 23″ E / 41.63968°N,2.35629°E   | IPA-28599 | Rectoria (Cardedeu) · Vegeu més fotos d'aquest monument · Carregueu una nova foto d'aquest monument                                           |
| Església parroquial de Santa Maria                                                   | BCIL 2001 | XII, XVI, XVII                                           | Cardedeu Pl. Església - pl. Flors de Maig - Correlots                                   | 41° 38′ 19″ N, 2° 21′ 22″ E / 41.63857°N,2.3562°E    | IPA-28600 | Església parroquial de Santa Maria (Cardedeu) · Vegeu més fotos d'aquest monument · Carregueu una nova foto d'aquest monument                 |
| Casa Arquer o Casa Francesca Arquer Morató                                           | BCIL 2001 | Modernisme Manuel Joaquim Raspall XX Inici               | Cardedeu Pl. Església, 1-2 - Josep Vilaseca, 1                                          | 41° 38′ 18″ N, 2° 21′ 21″ E / 41.63836°N,2.35572°E   | IPA-28603 | Casa Arquer (Cardedeu) · Vegeu més fotos d'aquest monument · Carregueu una nova foto d'aquest monument                                        |
| Casa Clavell, Casa Josep Clavell i Bot                                               | BCIL 2001 | Modernisme Manuel Joaquim Raspall XX Inici               | Cardedeu Pl. Església, 9                                                                | 41° 38′ 20″ N, 2° 21′ 21″ E / 41.63882°N,2.35573°E   | IPA-28604 | Casa Clavell (Cardedeu) · Vegeu més fotos d'aquest monument · Carregueu una nova foto d'aquest monument                                       |
| Magatzem Clavell                                                                     |           | Noucentisme Manuel Joaquim Raspall XX Inici              | Cardedeu C. Montseny, 5                                                                 | 41° 38′ 11″ N, 2° 21′ 30″ E / 41.6363°N,2.35839°E    | IPA-28606 | Magatzem S. Clavell (Cardedeu) · Vegeu més fotos d'aquest monument · Carregueu una nova foto d'aquest monument                                |
| Casa Salvador Clavell Morató                                                         |           | Modernisme XX Inici                                      | Cardedeu C. Montseny, 7                                                                 | 41° 38′ 11″ N, 2° 21′ 30″ E / 41.63642°N,2.35837°E   | IPA-28607 | Casa Salvador Clavell Morató (Cardedeu) · Vegeu més fotos d'aquest monument · Carregueu una nova foto d'aquest monument                       |
| Torre Sivilla                                                                        |           | Noucentisme XX Inici                                     | Cardedeu C. Mare de Déu del Pilar, 37                                                   | 41° 38′ 15″ N, 2° 21′ 42″ E / 41.63756°N,2.36161°E   | IPA-28608 | Torre Sivilla (Cardedeu) · Vegeu més fotos d'aquest monument · Carregueu una nova foto d'aquest monument                                      |
| Casa al carrer Pau Gesa, 55, Casa Viñals                                             |           | Noucentisme XX Inici                                     | Cardedeu C. Pau Gesa, 55                                                                | 41° 38′ 14″ N, 2° 21′ 12″ E / 41.63715°N,2.35332°E   | IPA-28609 | Casa al carrer Pau Gesa, 55 (Cardedeu) · Vegeu més fotos d'aquest monument · Carregueu una nova foto d'aquest monument                        |
| Conjunt de cases al carrer Pau Gesa, 61-65                                           |           | Noucentisme XX Inici                                     | Cardedeu C. Pau Gesa, 61-65                                                             | 41° 38′ 14″ N, 2° 21′ 11″ E / 41.63713°N,2.35308°E   | IPA-28610 | Conjunt de cases al carrer Pau Gesa, 61-65 (Cardedeu) · Vegeu més fotos d'aquest monument · Carregueu una nova foto d'aquest monument         |
| Carrer Sant Antoni                                                                   |           | Obra popular XIX Final                                   | Cardedeu C. Sant Antoni                                                                 | 41° 38′ 15″ N, 2° 21′ 22″ E / 41.63744°N,2.35604°E   | IPA-28611 | Carrer Sant Antoni (Cardedeu) · Vegeu més fotos d'aquest monument · Carregueu una nova foto d'aquest monument                                 |
| Casa Lluís Espinach i Espinach                                                       | BCIL 2001 | Historicisme XIX Final                                   | Cardedeu C. Sant Antoni, 1-7 - pl. Clavé, 14 - Diagonal Fivaller                        | 41° 38′ 16″ N, 2° 21′ 22″ E / 41.63784°N,2.3561°E    | IPA-28612 | Casa Lluís Espinach i Espinach (Cardedeu) · Vegeu més fotos d'aquest monument · Carregueu una nova foto d'aquest monument                     |
| Plaça Sant Joan                                                                      |           | Obra popular XX Inici                                    | Cardedeu                                                                                | 41° 38′ 17″ N, 2° 21′ 18″ E / 41.63813°N,2.35507°E   | IPA-28613 | Plaça Sant Joan (Cardedeu) · Vegeu més fotos d'aquest monument · Carregueu una nova foto d'aquest monument                                    |
| Casa Noguera, Casa Anglada                                                           | BCIL 2001 | Noucentisme XX Inici                                     | Cardedeu C. Josep Vilaseca, 12 - c. Joan Miró                                           | 41° 38′ 18″ N, 2° 21′ 17″ E / 41.63823°N,2.35473°E   | IPA-28614 | Casa Noguera (Cardedeu) · Vegeu més fotos d'aquest monument · Carregueu una nova foto d'aquest monument                                       |
| Can Cot                                                                              | BCIL 2001 | Gòtic tardà XVI                                          | Cardedeu Pl. Sant Joan, 4                                                               | 41° 38′ 17″ N, 2° 21′ 19″ E / 41.638040°N,2.355196°E | IPA-28615 | Can Cot (Cardedeu) · Vegeu més fotos d'aquest monument · Carregueu una nova foto d'aquest monument                                            |
| Torre Lligé, Ajuntament                                                              | BCIL 2001 | Historicisme, eclecticisme XIX Final                     | Cardedeu Pl. Sant Joan, 1 - c. Dr. Daurella - c. Marià Borrell - c. Josep Vilaseca      | 41° 38′ 17″ N, 2° 21′ 16″ E / 41.63801°N,2.3545°E    | IPA-28616 | Torre Lligé (Cardedeu) · Vegeu més fotos d'aquest monument · Carregueu una nova foto d'aquest monument                                        |
| Casa Cirera                                                                          |           | Noucentisme XX Mitjan                                    | Cardedeu Pl. Sant Joan, 8 - c. de Baix                                                  | 41° 38′ 17″ N, 2° 21′ 19″ E / 41.63817°N,2.35539°E   | IPA-28617 | Casa Cirera (Cardedeu) · Vegeu més fotos d'aquest monument · Carregueu una nova foto d'aquest monument                                        |
| Can Llibre                                                                           | BCIL 2001 | Eclecticisme, modernisme XX                              | Cardedeu Pl. Sant Joan, 11 - c. Dr. Ferran                                              | 41° 38′ 18″ N, 2° 21′ 18″ E / 41.63833°N,2.35507°E   | IPA-28618 | Can Llibre (Cardedeu) · Vegeu més fotos d'aquest monument · Carregueu una nova foto d'aquest monument                                         |
| Casa Josep Vilaseca i Mogas                                                          |           | XIX Final                                                | Cardedeu Pl. Sant Joan, 12                                                              | 41° 38′ 18″ N, 2° 21′ 18″ E / 41.63827°N,2.35496°E   | IPA-28619 | Casa Josep Vilaseca i Mogas (Cardedeu) · Vegeu més fotos d'aquest monument · Carregueu una nova foto d'aquest monument                        |
| Casa al carrer Sant Josep Oriol, 28                                                  |           | Noucentisme XX Mitjan                                    | Cardedeu C. Sant Josep Oriol, 28                                                        | 41° 38′ 29″ N, 2° 21′ 24″ E / 41.64131°N,2.35672°E   | IPA-28620 | Casa al carrer Sant Josep Oriol, 28 (Cardedeu) · Vegeu més fotos d'aquest monument · Carregueu una nova foto d'aquest monument                |
| Casa al carrer Sant Miquel, 7, Casa Francesc Granés                                  |           | Noucentisme Manuel Joaquim Raspall XX Inici              | Cardedeu C. Sant Miquel, 7                                                              | 41° 38′ 10″ N, 2° 21′ 38″ E / 41.63607°N,2.36068°E   | IPA-28621 | Casa Francesc Granés (Cardedeu) · Vegeu més fotos d'aquest monument · Carregueu una nova foto d'aquest monument                               |
| Porxo al carrer Sant Ramon                                                           |           | Obra popular XX Mitjan                                   | Cardedeu C. Sant Ramon                                                                  | 41° 38′ 21″ N, 2° 21′ 27″ E / 41.63915°N,2.35753°E   | IPA-28622 | Carregueu una nova foto d'aquest monument |
| Casa Marc Viader, Torre Viader                                                       | BCIL 2001 | Noucentisme Manuel Joaquim Raspall XX Inici              | Cardedeu C. Teresa Oller, 10-14 - pl. Marc Viader                                       | 41° 38′ 17″ N, 2° 21′ 24″ E / 41.63813°N,2.35673°E   | IPA-28623 | Casa Marc Viader (Cardedeu) · Vegeu més fotos d'aquest monument · Carregueu una nova foto d'aquest monument                                   |
| Can Jubany                                                                           |           | Obra popular XVIII Mitjan                                | Cardedeu C. Teresa Oller, 19-21                                                         | 41° 38′ 18″ N, 2° 21′ 24″ E / 41.63835°N,2.3568°E    | IPA-28624 | Can Jubany · Vegeu més fotos d'aquest monument · Carregueu una nova foto d'aquest monument                                                    |
| Casa Valls                                                                           | BCIL 2008 | Obra popular XVIII Mitjan                                | Cardedeu C. Teresa Oller, 23                                                            | 41° 38′ 18″ N, 2° 21′ 25″ E / 41.63832°N,2.35692°E   | IPA-28625 | Casa Valls (Cardedeu) · Vegeu més fotos d'aquest monument · Carregueu una nova foto d'aquest monument                                         |
| Can Bell-lloch                                                                       |           | Obra popular XVII                                        | Cardedeu C. Teresa Oller, 26                                                            | 41° 38′ 17″ N, 2° 21′ 25″ E / 41.63819°N,2.35708°E   | IPA-28626 | Can Bell-lloch (Cardedeu) · Vegeu més fotos d'aquest monument · Carregueu una nova foto d'aquest monument                                     |
| Can Badia                                                                            |           | Eclecticisme XIX Mitjan                                  | Cardedeu C. Teresa Oller, 34                                                            | 41° 38′ 18″ N, 2° 21′ 26″ E / 41.63825°N,2.35736°E   | IPA-28627 | Can Badia (Cardedeu) · Vegeu més fotos d'aquest monument · Carregueu una nova foto d'aquest monument                                          |
| Can Llibre                                                                           |           | Obra popular XVII                                        | Cardedeu C. Maternitat d'Elna, 15                                                       | 41° 38′ 09″ N, 2° 21′ 48″ E / 41.63593°N,2.36345°E   | IPA-28628 | Can Llibre (Cardedeu) · Vegeu més fotos d'aquest monument · Carregueu una nova foto d'aquest monument                                         |
| Torre Sàlvia                                                                         | BCIL 2001 | Eclecticisme XIX Final                                   | Cardedeu C. Josep Vilaseca, 36 - c. Marià Borrell                                       | 41° 38′ 17″ N, 2° 21′ 13″ E / 41.63813°N,2.35352°E   | IPA-28629 | Torre Sàlvia (Cardedeu) · Vegeu més fotos d'aquest monument · Carregueu una nova foto d'aquest monument                                       |
| Torre Pujol                                                                          | BCIL 2001 | Eclecticisme XIX Final                                   | Cardedeu C. Josep Vilaseca, 26 - c. del Molí                                            | 41° 38′ 17″ N, 2° 21′ 15″ E / 41.63811°N,2.35408°E   | IPA-28630 | Torre Pujol (Cardedeu) · Vegeu més fotos d'aquest monument · Carregueu una nova foto d'aquest monument                                        |
| Cementiri municipal de Cardedeu                                                      | BCIL 2001 | Modernisme Joaquim Raspall XX Inici                      | Cardedeu Pg. del Cementiri                                                              | 41° 38′ 18″ N, 2° 20′ 43″ E / 41.63823°N,2.34527°E   | IPA-28631 | Cementiri municipal (Cardedeu) · Vegeu més fotos d'aquest monument · Carregueu una nova foto d'aquest monument                                |
| Panteó Arquer i Morató                                                               |           | Eclecticisme XX                                          | Cardedeu Cementiri de Cardedeu                                                          | 41° 38′ 18″ N, 2° 20′ 44″ E / 41.638354°N,2.345529°E | IPA-28632 | Panteó Arquer i Morató (Cardedeu) · Vegeu més fotos d'aquest monument · Carregueu una nova foto d'aquest monument                             |
| Panteó Viader                                                                        |           | Modernisme Enric Clarasó Daudí                           | Cardedeu Cementiri de Cardedeu                                                          |                                                      | IPA-28633 | Panteó Viader (Cardedeu) · Vegeu més fotos d'aquest monument · Carregueu una nova foto d'aquest monument                                      |
| Ca l'Alzina                                                                          | BCIL 2001 | Obra popular XVII                                        | Cardedeu Damunt camí de Sant Hilari                                                     | 41° 38′ 58″ N, 2° 21′ 13″ E / 41.64949°N,2.35353°E   | IPA-28634 | Carregueu una nova foto d'aquest monument |
| Ca l'Andreu                                                                          |           | Obra popular XVII                                        | Cardedeu Ctra. Cànoves, km 1,2                                                          | 41° 39′ 03″ N, 2° 21′ 31″ E / 41.6508°N,2.35852°E    | IPA-28635 | Ca l'Andreu (Cardedeu) · Vegeu més fotos d'aquest monument · Carregueu una nova foto d'aquest monument                                        |
| Molí de Can Bas                                                                      | BCIL 2001 | Obra popular XIII                                        | Cardedeu Crta. de Cànoves BV-5108, km 1,95                                              | 41° 39′ 14″ N, 2° 21′ 31″ E / 41.65398°N,2.35853°E   | IPA-28636 | Molí de Can Bas (Cardedeu) · Vegeu més fotos d'aquest monument · Carregueu una nova foto d'aquest monument                                    |
| Can Bellsolà                                                                         | BCIL 2001 | Obra popular XVII                                        | Cardedeu C. Casas i Amigó - c. Joan XXIII                                               | 41° 38′ 48″ N, 2° 21′ 44″ E / 41.64665°N,2.36219°E   | IPA-28637 | Can Bellsolà (Cardedeu) · Vegeu més fotos d'aquest monument · Carregueu una nova foto d'aquest monument                                       |
| Can Cuyàs                                                                            | BCIL 2001 | Modernisme Manuel Joaquim Raspall XX Inici               | Cardedeu Ctra. de Cànoves BV-5108, km 1,72, a 400 m                                     | 41° 39′ 14″ N, 2° 21′ 43″ E / 41.65376°N,2.36184°E   | IPA-28638 | Can Cuyàs (Cardedeu) · Vegeu més fotos d'aquest monument · Carregueu una nova foto d'aquest monument                                          |
| Can Jaumet                                                                           |           | Obra popular XVIII                                       | Cardedeu Ctra. BV-5108, km 2,3                                                          | 41° 39′ 35″ N, 2° 21′ 32″ E / 41.65982°N,2.35887°E   | IPA-28639 | Can Jaumet (Cardedeu) · Vegeu més fotos d'aquest monument · Carregueu una nova foto d'aquest monument                                         |
| Can Llança (Cardedeu)                                                                | BCIL 2001 | Obra popular XVIII                                       | Cardedeu Av. Àngel Guimerà - c. Convent - c. Josep Maria Floch i Torres                 | 41° 38′ 45″ N, 2° 21′ 34″ E / 41.6457°N,2.35943°E    | IPA-28640 | Can Llança (Cardedeu) · Vegeu més fotos d'aquest monument · Carregueu una nova foto d'aquest monument                                         |
| Can Miret                                                                            | BCIL 2001 | Obra popular XVI-XVII                                    | Cardedeu Ctra. Cànoves, km 2,3, el Rieral                                               | 41° 39′ 27″ N, 2° 21′ 33″ E / 41.65761°N,2.35905°E   | IPA-28641 | Can Miret (Cardedeu) · Vegeu més fotos d'aquest monument · Carregueu una nova foto d'aquest monument                                          |
| Can Montells                                                                         | BCIL 2001 | Obra popular XVI                                         | Cardedeu Av. Montells, vall de la Coma                                                  | 41° 38′ 45″ N, 2° 20′ 55″ E / 41.64579°N,2.34853°E   | IPA-28642 | Can Montells (Cardedeu) · Vegeu més fotos d'aquest monument · Carregueu una nova foto d'aquest monument                                       |
| Can Nicolau                                                                          | BCIL 2001 | Obra popular XIV                                         | Cardedeu Camí de la Coma                                                                | 41° 39′ 11″ N, 2° 20′ 51″ E / 41.65294°N,2.34761°E   | IPA-28643 | Carregueu una nova foto d'aquest monument |
| Can Ribes                                                                            | BCIL 2001 | Obra popular XVI                                         | Cardedeu Torrent del Fou                                                                | 41° 37′ 09″ N, 2° 21′ 20″ E / 41.61911°N,2.35563°E   | IPA-28644 | Can Ribes (Cardedeu) · Vegeu més fotos d'aquest monument · Carregueu una nova foto d'aquest monument                                          |
| Cal Ros de Sant Hilari                                                               | BCIL 2007 | Obra popular XVIII Final                                 | Cardedeu                                                                                | 41° 40′ 07″ N, 2° 21′ 00″ E / 41.66863°N,2.3501°E    | IPA-28645 | Carregueu una nova foto d'aquest monument |
| Can Terrades                                                                         | BCIL 2001 | Obra popular XIV                                         | Cardedeu Crta. de Cànoves BV-5108, km 1,5, el Rieral                                    | 41° 39′ 02″ N, 2° 21′ 27″ E / 41.65068°N,2.35746°E   | IPA-28646 | Can Terrades (Cardedeu) · Vegeu més fotos d'aquest monument · Carregueu una nova foto d'aquest monument                                       |
| Can Volard                                                                           | BCIL 2001 | Obra popular XVII                                        | Cardedeu Camí de Sant Hilari                                                            | 41° 39′ 45″ N, 2° 21′ 07″ E / 41.66262°N,2.35188°E   | IPA-28647 | Carregueu una nova foto d'aquest monument |
| Els Dominics, IES Manuel Raspall                                                     | BCIL 2001 | Monumentalisme academicista XX Mitjan                    | Cardedeu C. Verge de Montserrat, 41 - pg. dels Dominics                                 | 41° 38′ 55″ N, 2° 21′ 49″ E / 41.64855°N,2.36369°E   | IPA-34429 | Els Dominics (Cardedeu) · Vegeu més fotos d'aquest monument · Carregueu una nova foto d'aquest monument                                       |
| Molí de Can Maspons                                                                  | BCIL 2001 | Obra popular XVII, XIX                                   | Cardedeu Ctra. de Cànoves BV-5108, km 2,8                                               | 41° 39′ 44″ N, 2° 21′ 28″ E / 41.66215°N,2.35787°E   | IPA-34437 | Molí de Can Maspons (Cardedeu) · Vegeu més fotos d'aquest monument · Carregueu una nova foto d'aquest monument                                |
| Can Ribalta                                                                          | BCIL 2001 | Obra popular Medieval                                    | Cardedeu Ctra. de la Roca BV-5105, km 4, a 400 m                                        | 41° 37′ 24″ N, 2° 21′ 13″ E / 41.62347°N,2.35367°E   | IPA-34439 | Carregueu una nova foto d'aquest monument |
| Teatre L'Esbarjo, Cinema L'Esbarjo                                                   | BCIL 2001 | Noucentisme Manuel Joaquim Raspall 1933                  | Cardedeu C. Lluís Llibre, 23 - c. Cervantes                                             | 41° 38′ 23″ N, 2° 21′ 23″ E / 41.63967°N,2.35646°E   | IPA-34440 | L'Esbarjo (Cardedeu) · Vegeu més fotos d'aquest monument · Carregueu una nova foto d'aquest monument                                          |
| Casa Viader                                                                          | BCIL 2001 | Noucentisme Manuel Raspall XX Inici                      | Cardedeu Diagonal Fivaller, 26-28 - pl. Marc Viader                                     | 41° 38′ 16″ N, 2° 21′ 23″ E / 41.63785°N,2.35651°E   | IPA-38908 | Casa Viader (Cardedeu) · Vegeu més fotos d'aquest monument · Carregueu una nova foto d'aquest monument                                        |
| Ca l'Esmandia                                                                        | BCIL 2001 | Obra popular XV, XIX                                     | Cardedeu Camí de Sant Hilari                                                            | 41° 39′ 15″ N, 2° 21′ 10″ E / 41.65407°N,2.35267°E   | IPA-38910 | Carregueu una nova foto d'aquest monument |
| Can Massip                                                                           | BCIL 2001 | Obra popular                                             | Cardedeu Ctra. de Cànoves BV-5108, km 2,3                                               | 41° 39′ 07″ N, 2° 21′ 33″ E / 41.65192°N,2.35923°E   | IPA-38912 | Can Massip (Cardedeu) · Vegeu més fotos d'aquest monument · Carregueu una nova foto d'aquest monument                                         |
| Fàbrica Tèxtil Rase                                                                  | BCIL 2017 | Modernisme XX                                            | Cardedeu C. Verge del Pilar, 46 - c. Llinars - c. Dr. Klein - av. de Jaume Campmajor    | 41° 38′ 19″ N, 2° 21′ 45″ E / 41.638600°N,2.362462°E | IPA-45991 | Fàbrica Tèxtil Rase (Cardedeu) · Vegeu més fotos d'aquest monument · Carregueu una nova foto d'aquest monument                                |
| Casa Cuyàs                                                                           |           | XIX-XX                                                   | Cardedeu C. Dr. Daurella, 3                                                             | 41° 38′ 17″ N, 2° 21′ 17″ E / 41.637923°N,2.354726°E | IPA-49338 | Casa Cuyàs (Cardedeu) · Vegeu més fotos d'aquest monument · Carregueu una nova foto d'aquest monument                                         |
| Casa Josep Tey                                                                       |           | XIX                                                      | Cardedeu C. Dr. Daurella, 5                                                             | 41° 38′ 16″ N, 2° 21′ 17″ E / 41.637915°N,2.354631°E | IPA-49339 | Casa Josep Tey (Cardedeu) · Vegeu més fotos d'aquest monument · Carregueu una nova foto d'aquest monument                                     |
| Casa Perin                                                                           |           | Obra popular XVII-XVIII                                  | Cardedeu C. Pedró, 5                                                                    | 41° 38′ 17″ N, 2° 21′ 31″ E / 41.638028°N,2.358689°E | IPA-49342 | Casa Perin (Cardedeu) · Vegeu més fotos d'aquest monument · Carregueu una nova foto d'aquest monument                                         |
| Can Parera                                                                           |           | Obra popular XVII                                        | Cardedeu C. Pedró, 15                                                                   | 41° 38′ 17″ N, 2° 21′ 32″ E / 41.637936°N,2.358978°E | IPA-49343 | Can Parera (Cardedeu) · Vegeu més fotos d'aquest monument · Carregueu una nova foto d'aquest monument                                         |
| Quinta Borrell                                                                       |           | Eclecticisme XIX                                         | Cardedeu C. Sagrat Cor, 18                                                              | 41° 38′ 16″ N, 2° 20′ 59″ E / 41.637649°N,2.349757°E | IPA-49347 | Quinta Borrell (Cardedeu) · Vegeu més fotos d'aquest monument · Carregueu una nova foto d'aquest monument                                     |
| Casa Enric Vila                                                                      |           | Eclecticisme XIX                                         | Cardedeu C. Sant Antoni, 11                                                             | 41° 38′ 16″ N, 2° 21′ 22″ E / 41.637702°N,2.356085°E | IPA-49349 | Casa Enric Vila (Cardedeu) · Vegeu més fotos d'aquest monument · Carregueu una nova foto d'aquest monument                                    |
| Casa Domingo Vila                                                                    |           | Eclecticisme XIX                                         | Cardedeu C. Sant Antoni, 13                                                             | 41° 38′ 15″ N, 2° 21′ 22″ E / 41.637628°N,2.356086°E | IPA-49350 | Casa Domingo Vila (Cardedeu) · Vegeu més fotos d'aquest monument · Carregueu una nova foto d'aquest monument                                  |
| Casa Aregall                                                                         |           | XIX                                                      | Cardedeu Pl. Sant Joan, 5                                                               | 41° 38′ 17″ N, 2° 21′ 19″ E / 41.638044°N,2.355250°E | IPA-49354 | Casa Aregall (Cardedeu) · Vegeu més fotos d'aquest monument · Carregueu una nova foto d'aquest monument                                       |
| Casa Malla                                                                           |           | XVIII                                                    | Cardedeu Pl. Sant Joan, 14-14 bis                                                       | 41° 38′ 18″ N, 2° 21′ 17″ E / 41.638285°N,2.354860°E | IPA-49357 | Casa Malla (Cardedeu) · Vegeu més fotos d'aquest monument · Carregueu una nova foto d'aquest monument                                         |
| Can Faves                                                                            |           | Obra popular XVII-XVIII                                  | Cardedeu C. Teresa Oller, 15                                                            | 41° 38′ 18″ N, 2° 21′ 24″ E / 41.638334°N,2.356655°E | IPA-49364 | Can Faves (Cardedeu) · Vegeu més fotos d'aquest monument · Carregueu una nova foto d'aquest monument                                          |
| Can Llamada                                                                          |           | Obra popular XVII-XVIII                                  | Cardedeu C. Teresa Oller, 17                                                            | 41° 38′ 18″ N, 2° 21′ 24″ E / 41.638337°N,2.356714°E | IPA-49367 | Can Llamada (Cardedeu) · Vegeu més fotos d'aquest monument · Carregueu una nova foto d'aquest monument                                        |
| Can Pelegrí                                                                          |           | Obra popular XIX                                         | Cardedeu                                                                                | 41° 38′ 09″ N, 2° 19′ 57″ E / 41.635963°N,2.332592°E | IPA-49375 | Carregueu una nova foto d'aquest monument |
| Casa Manuel Vallès                                                                   |           | Noucentisme Manuel Joaquim Raspall XX                    | Cardedeu Av. Àngel Guimerà, 226                                                         | 41° 38′ 35″ N, 2° 21′ 35″ E / 41.64302°N,2.35959°E   | IPA-53640 | Carregueu una nova foto d'aquest monument |
| Torre d'Agustí 228                                                                   |           | Noucentisme Manuel Joaquim Raspall XX                    | Cardedeu Av. Àngel Guimerà, 228                                                         | 41° 38′ 36″ N, 2° 21′ 34″ E / 41.64320°N,2.35955°E   | IPA-53656 | Carregueu una nova foto d'aquest monument |
| Torre d'Agustí 223                                                                   |           | Noucentisme Manuel Joaquim Raspall XX                    | Cardedeu Av. Àngel Guimerà, 223                                                         | 41° 38′ 36″ N, 2° 21′ 33″ E / 41.64320°N,2.35926°E   | IPA-53657 | Carregueu una nova foto d'aquest monument |
| Torre d'Agustí 219                                                                   |           | Noucentisme Manuel Joaquim Raspall XX                    | Cardedeu Av. Àngel Guimerà, 219                                                         | 41° 38′ 34″ N, 2° 21′ 33″ E / 41.64284°N,2.35927°E   | IPA-53658 | Carregueu una nova foto d'aquest monument |
| Torre d'Agustí 225                                                                   |           | Noucentisme Manuel Joaquim Raspall XX                    | Cardedeu Av. Àngel Guimerà, 225 - av. Vilamajor                                         | 41° 38′ 36″ N, 2° 21′ 33″ E / 41.64343°N,2.35924°E   | IPA-53659 | Carregueu una nova foto d'aquest monument |

Ca n'Eres Vell es troba en el límit municipal, vegeu la llista de monuments de la Roca del Vallès.